# Ashton-in-Makerfield
Ashton-in-Makerfield is een plaats in het bestuurlijke gebied Wigan, in het Engelse graafschap Greater Manchester. De plaats telt 28.505 inwoners.